# Nesobasis selysi
Nesobasis selysi är en trollsländeart som beskrevs av Tillyard 1924. Nesobasis selysi ingår i släktet Nesobasis och familjen dammflicksländor. Inga underarter finns listade i Catalogue of Life.